# Severin Blomstrand
Severin Theodor Blomstrand, född 16 september 1945 i Lund, är en svensk jurist. Han är son till Sigfrid Blomstrand.
Blomstrand avlade juris kandidatexamen vid Lunds universitet 1973 och genomförde tingstjänstgöring 1973–1975. Han blev fiskal i Svea hovrätt 1976, i Norrtälje tingsrätt 1978, och föredragande hos Justitieombudsmannen 1982–1985. Blomstrand innehade därefter olika befattningar i justitiedepartementet, som rättssakkunnig 1985–1989, som departementsråd 1989–1994 och som rättschef 1994–1997. Han har deltagit i statliga utredningar och skrivit publikationer om bland annat konkurrensregler. Blomstrand blev justitieråd i Högsta domstolen 1997. Han är ordförande i Etiknämnden vid Institutet mot mutor.